# Самуненков Ігор Едуардович
Самуненков Ігор Едуардович (нар. 15 червня 2009, Київ) — український шахіст, гросмейстер (грудень 2023). Наймолодший чинний гросмейстер у світі, на чотири місяці молодший за американця індійського походження Абгіманью Мішру. Має 2531 пункт рейтингу за шкалою Ело (шахова шкала рівня людини)[джерело?].

## Життєпис
Народився 15 червня 2009 року в Києві, Україна.
Професійно грає в шахи з 8 років.

## Шахові титули
- 2020 — кандидат у майстри[1].
- 2021 — майстер ФІДЕ[1].
- 2022 — міжнародний майстер[1].
- 2023 — гросмейстер[1].